# متحف جرجيس
متحف جرجيس هو متحف أثري وتراثي تونسي يقع في مدينة جرجيس وأسس سنة 2003. يقع المتحف في كنيسة نوتردام دو غارد القديمة والتي شيدت في 1920 أثناء فترة الحماية الفرنسية في تونس.

## تشييد الكنيسة

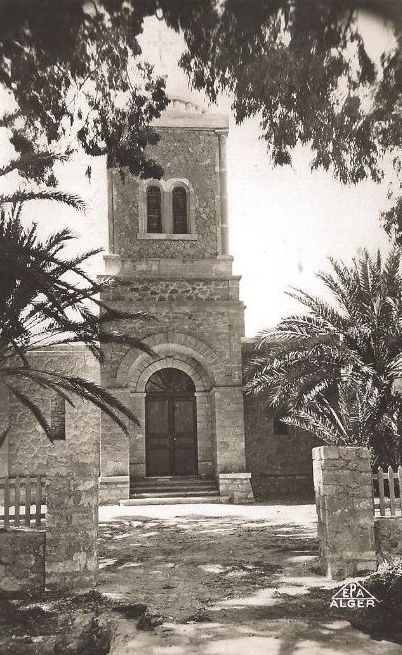
واجهة الكنيسة سنة 1940.

## المتحف الأثري والتراثي
المجموعات المعروضة في هذا المتحف تقدم آثار عثر عليها بعد حفريات في عدة مواقع أثرية بشبه جزيرة جرجيس، وهي تعود إلى الحضارات المختلفة التي تعاقبت على البلاد التونسية. وفي قسم ثان يطلع الزائر على نوعية حياة سكان هذه المنطقة في علاقاتهم العريقة بالأرض والبحر وبالآخرين من خلال التجارة.

## روابط خارجية
- (بالفرنسية) متحف جرجيس على موقع المهندس الجيولوجي زاهر كمون.